# Алексотас
Алексотас (лит. Aleksotas) — адміністративна частина на півдні сучасного Каунаса, Литва, межує з лівим берегом річки Німан. Його населення у 2006 році становило 21 694 особи.